# Călmățuiu, Teleorman
Călmățuiu este satul de reședință al comunei cu același nume din județul Teleorman, Muntenia, România. La recensământul din 2002 avea o populație de 894 locuitori.